# پراسی
پراسی (به لاتین: Prassi) یک منطقهٔ مسکونی در استونی است که در دهستان اماسته واقع شده‌است.